# 就是俊傑音樂
就是俊傑音樂股份有限公司（英文：JFJ Productions，簡稱：JFJ）是新加坡歌手林俊傑創立的音乐制作公司，主營项目為艺人经纪、音乐制作、音乐唱片發行及演唱会主办等。

## 歷史
2007年3月27日，JFJ Productions正式成立，取名為JFJ，是“Just For Jesus”的縮寫。最初为音乐制作公司，负责林俊杰的唱片制作。2016年林俊杰与華納音樂经纪合约到期后，开始负责林俊杰的经纪事宜，后延伸出唱片发行及演唱会主办之业务。2017年12月13日，JFJ Productions在臺北市內湖區新落成的工作室開幕，并命名為“JFJ聖所”，聖所工作室除了作为办公地点，也有集有錄音室、直播空間、發布會功能于一身。2022年11月，JFJ Productions宣布推出首位新人蔡宥綺，其首秀在林俊杰「JJ20世界巡回演唱会」新加坡站。2024年12月，新加坡电子音乐人Jasmine Sokko担任林俊杰「JJ20 FINAL LAP世界巡回演唱会」新加坡站嘉宾，宣布加入JFJ Productions。

## 藝人
- 林俊杰
- 蔡宥绮
- 张怀秋（唱片经纪）
- Jasmine Sokko

## 音樂作品
- 以下音乐作品为就是俊杰音乐制作或发行之作品。

### 专辑
| 名称                                      | 藝人          | 發行公司     | 發行時間       |
| ----------------------------------------- | ------------- | ------------ | -------------- |
| 樂行者（Music Voyager）                                | 林俊傑        | 海蝶音樂     | 2003年4月10日  |
| 第二天堂（Haven）                              | 林俊傑        | 海蝶音樂     | 2004年6月4日   |
| 編號89757（No.89757）                             | 林俊傑        | 海蝶音樂     | 2005年4月1日   |
| 曹操（Cao Cao）                                  | 林俊傑        | 海蝶音樂     | 2006年2月17日  |
| 西界（West Side）                                  | 林俊傑        | 海蝶音樂     | 2007年6月29日  |
| JJ陸（Sixology）                                  | 林俊傑        | 海蝶音樂     | 2008年10月18日 |
| 100天（Hundred Days）                                 | 林俊傑        | 海蝶音樂     | 2009年12月18日 |
| 她說 概念自選輯（She Says）                       | 林俊傑        | 海蝶音樂     | 2010年12月8日  |
| 學不會（Lost N Found）                                | 林俊傑        | 華納音樂     | 2011年12月31日 |
| 因你 而在（Stories Untold）                             | 林俊傑        | 華納音樂     | 2013年3月13日  |
| 米·閃（Rice & Shine） （僅Disc 2"閃 Shine"的5首曲目） | 陳奕迅        | 新艺宝唱片   | 2014年5月15日  |
| 新地球（Genesis）                                | 林俊傑        | 華納音樂     | 2014年12月27日 |
| 和自己對話（From M.E. To Myself）                            | 林俊傑        | 華納音樂     | 2015年12月25日 |
| 偉大的渺小（Message in A Bottle）                            | 林俊傑        | 華納音樂     | 2017年12月29日 |
| 我的骄傲                                  | 林志穎        | 娛人製造     | 2018年4月13日  |
| 倖存者 • 如你（Drifter • Like You Do）                         | 林俊傑        | 華納音樂     | 2020年10月20日 |
| JJ的咖啡调调, Vol. 1                      | 林俊傑        | 就是俊傑音樂 | 2022年12月23日 |
| JJ的咖啡调调, Vol. 2                      | 林俊傑        | 就是俊傑音樂 | 2022年12月24日 |
| 重拾＿快樂（Happily, Painfully After）                            | 林俊傑        | 就是俊傑音樂 | 2023年4月21日  |
| BURNOUT DYNASTY                           | Jasmine Sokko | 就是俊傑音樂 | 2025年3月28日  |

### EP
| 名称             | 藝人   | 發行公司     | 發行時間       |
| ---------------- | ------ | ------------ | -------------- |
| iTunes Session   | 林俊傑 | 華納音樂     | 2014年7月18日  |
| 倖存者（Drifter）       | 林俊傑 | 華納音樂     | 2020年10月20日 |
| Like You Do      | 林俊傑 | 華納音樂     | 2021年3月28日  |
| 感爵這一刻（Just Jazzin’）   | 林俊傑 | 華納音樂     | 2020年12月22日 |
| 亲爱的陌生人（Dear Stranger） | 蔡宥绮 | 就是俊杰音乐 | 2023年9月8日   |
| 像我的我（The Real Me）     | 蔡宥绮 | 就是俊杰音乐 | 2024年2月29日  |

### 單曲
| 名称                           | 藝人                           | 發行公司                      | 發行時間       |
| ------------------------------ | ------------------------------ | ----------------------------- | -------------- |
| 我為你祈禱                     | 林俊傑                         | 華納音樂                      | 2015年7月2日   |
| 你，有沒有過                   | 林俊傑                         | 華納音樂                      | 2015年7月27日  |
| 全面開戰                       | 林俊傑 林志穎                  | 華納音樂                      | 2015年9月23日  |
| 只要有你的地方                 | 林俊傑                         | 華納音樂                      | 2015年10月14日 |
| 超越無限                       | 林俊傑                         | 華納音樂                      | 2016年6月21日  |
| 2infinity And Beyond           | 林俊傑                         | 華納音樂                      | 2016年9月15日  |
| 天生是優我                     | 優我女團                       | 浙江衛視                      | 2017年6月24日  |
| 疯掉                           | 魏冰雪                         | 浙江衛視                      | 2017年6月24日  |
| 無所畏                         | 馬蜀君 魏冰雪 張月 耿清清 樂靚 | 浙江衛視                      | 2017年6月24日  |
| 丹寧執著                       | 林俊傑 消除聯萌                | 華納音樂                      | 2017年8月24日  |
| 進階                           | 林俊傑                         | 華納音樂                      | 2018年12月27日 |
| 我們很好                       | 林俊傑                         | 華納音樂                      | 2019年6月14日  |
| SHOW THE WORLD                 | 林俊傑                         | 華納音樂                      | 2019年6月20日  |
| 對的時間點                     | 林俊傑                         | 華納音樂                      | 2019年8月26日  |
| 將故事寫成我們                 | 林俊傑                         | 華納音樂                      | 2019年9月20日  |
| Wonderland                     | 林俊傑                         | 華納音樂                      | 2019年10月14日 |
| As I Believe                   | 林俊傑                         | 華納音樂                      | 2019年10月17日 |
| 星宿                           | 徐均朔                         | 騰訊音樂娛樂集團              | 2019年12月11日 |
| Hello                          | 林俊傑 蕭敬騰                  | 華納音樂                      | 2020年5月25日  |
| 無濾鏡                         | 林俊傑 藤原浩                  | 華納音樂                      | 2020年7月30日  |
| Stay With You（英文版）        | 林俊傑 孫燕姿                  | 華納音樂                      | 2020年8月9日   |
| 我是你的誰                     | 周深                           | 騰訊音樂娛樂集團 就是俊傑音樂 | 2020年8月25日  |
| 等你降落                       | 鄭棋元                         | 騰訊音樂娛樂集團 就是俊傑音樂 | 2020年9月11日  |
| Not Tonight (Steve Aoki Remix) | 林俊傑 Steve Aoki              | 華納音樂                      | 2020年11月30日 |
| 過 (Should've Let Go)          | 林俊傑 王嘉爾                  | 白米范                        | 2020年12月18日 |
| Bedroom                        | 林俊傑 Anne-Ｍarie             | 華納音樂                      | 2021年4月23日  |
| 2021 手牽手大合唱              | 群星                           | 金曲奖                        | 2021年6月5日   |
| 裹著心的光                     | 林俊傑                         | 華納音樂                      | 2021年6月9日   |
| At Least I Had You             | Gentle Bones 林俊傑            | Cross Ratio                   | 2021年11月19日 |
| 一定會                         | 林俊傑                         | 就是俊傑音樂                  | 2021年11月29日 |
| After The Rain                 | 林俊傑                         | 就是俊傑音樂                  | 2021年11月30日 |
| 當世界背對我                   | 蔡宥綺                         | 就是俊傑音樂                  | 2021年12月2日  |
| 初心的向陽                     | 陳立農                         | 環球音樂                      | 2021年12月31日 |
| 無拘                           | 林俊傑                         | Naraka：Bladepoint            | 2022年8月18日  |
| From The Ashes                 | 林俊傑                         | Naraka：Bladepoint            | 2022年8月18日  |
| 那些你很冒險的夢 (JJ20版)      | 林俊傑                         | 就是俊傑音樂                  | 2022年9月15日  |
| 7千3百多天                     | 林俊傑                         | 就是俊傑音樂                  | 2022年11月1日  |
| 謝幕                           | 林俊傑                         | 就是俊傑音樂                  | 2023年3月25日  |
| In The Joy                     | 林俊杰 Anderson .Paak          | 就是俊傑音樂                  | 2023年4月7日   |
| 俯冲的灵魂                     | 动力火车 林俊杰                | 华研国际音乐                  | 2024年4月22日  |
| 絕不絕                         | 林俊杰                         | 就是俊傑音樂                  | 2024年7月20日  |
| DELETE                         | 张怀秋                         | 就是俊傑音樂                  | 2024年11月22日 |
| 光阴副本                       | 林俊杰                         | 就是俊傑音樂                  | 2024年12月24日 |
| Turn Of A Page                 | 林俊杰                         | 就是俊傑音樂                  | 2024年12月24日 |
| 在月蝕裡抱緊我                 | 林俊杰 A-Lin                   | 就是俊杰音乐                  | 2025年7月6日   |

### 配樂
- 電影《夏日樂悠悠》[7]（2011）
- 新北耶誕城光雕投影秀[8]（2017）

## 主办活动

### 演唱會
- 伟大的渺小线上新歌演唱会（2018）
- 聖所世界巡迴演唱會（2018－2021）
- 327 LOVE WISHES 直播见面会（2020）
- 倖存者·如你新歌首唱会（2020）
- 圣所FINALE终点站线上演唱会（2021）
- After The Rain LIVE 音樂特輯 公益演唱會（2021）
- JJ20世界巡迴演唱會（2022－2024）
- 咖啡調調暖冬限定版音樂會（2022）
- 重拾_快乐新歌首唱会（2023）
- JJ20 FINAL LAP世界巡回演唱会（2024－2025）

### 展览
- 《KAWS:HOLIDAY》台北站[9]（2019年1月19日至27日，中正紀念堂）
- 《KAWS:HOLIDAY》上海站[10]（2024年8月29日至9月1日，上海北外滩）

## 合作公司
- 華納音樂（2011年－2021年，唱片發行）
- 滾石移動（2021年－至今，數位代理發行）
- 臺北音樂（演唱會主辦）
- 飛凡娛樂（演唱會主辦）

## 外部連結
- 官方网站（页面存档备份，存于）（繁體中文）（简体中文）（英文）
- 就是俊傑音樂的Facebook專頁（繁體中文）
- 就是俊傑音樂的Instagram帳戶（繁體中文）
- 就是俊傑音樂的X（前Twitter）（繁體中文）
- 就是俊傑音樂的新浪微博（简体中文）
- YouTube上的就是俊傑音樂頻道 （繁體中文）